# Fresnosaurus
Fresnosaurus (лат.) — вымерший род плезиозавров из семейства эласмозаврид, обитавших в позднем меловом периоде (маастрихтский век) на территории современной Калифорнии, США. Типовой вид Fresnosaurus drescheri впервые описан Самуэлем Полом Уиллесом в 1943 году. Родовое название дано в честь округа Фресно, вид назван в честь Артура Дресчера.
Fresnosaurus мог достигать 9 м в длину. Как и другие эласмозавридные плезиозавры, он, вероятно, охотился на мелких костных рыб, белемнитов и аммонитов.